# Hjördis Tegsell
Hjördis Gunn-Britt Iréne Tegsell, född 28 oktober 1949 i Sireköpinge församling, Malmöhus län, är en svensk konstnär. 
Tegsell, som är dotter till direktör Artur Tegsell och Alli Göransson, avlade studentexamen, studerade vid Gerlesborgsskolan i Stockholm 1969–1970, vid Byam Shaw School of Art i London 1972–1973, därefter vid Royal College of Art i London, där hon blev Master of Arts i måleri 1976, vid Kungliga Konsthögskolan i Stockholm (grafik) 1977–1981. Hon har hållit separatutställningar i Göteborg, Helsingborg, Köpenhamn, Malmö, Solna, Stockholm och Umeå samt temautställningar i Arvika, Barcelona, Göteborg, Linköping, Malmö, New York och Stockholm. Hon har hållit kurser/workshops vid universitetet i Lusaka (1982), vid Kungliga Konsthögskolan i Stockholm (1986), tillsammans med/i Tom Pupkiewicz studio i Barcelona (1986) och hos kulturföreningen Ordfront i Stockholm (1987).
Tegsell har skrivit artiklar i Konstnärscentrums tidning Murala Tekniker (tillsammans med Stina Melanton), Papper Hantverk-Papper Konsthantverk (1981), Behövs konstskolor (1982), Samtal med Georg Suttner (1982) och Workshop i Tanzania (1982). Hon utförde kostymer (tillsammans med Tomas Tjernberg) för Mio, min Mio på Friteatern i Sundbyberg (1984), scenografi till Efva Liljas koreografi Solo ur vanan på Kulturhuset i Stockholm (1987). Hon har bedrivit konstnärlig verksamhet inom området papperets historia, dess hantverk och självständigt uttryck.